# 외톨이의 이세계 공략
외톨이의 이세계 공략(일본어: ひとりぼっちの異世界攻略, Loner Life in Another World)은 고지 쇼지가 쓴 일본의 라이트 노벨 시리즈이다. 이 시리즈는 2016년 10월 소설가가 되자 웹사이트에서 시작되었으며, 2018년 1월부터 오버랩(Overlap)에서 부타(Booota)와 에노키마루 사쿠의 삽화와 함께 인쇄본으로 출판되었다. 비비(Bibi)가 일러스트를 그린 만화 각색은 2019년 1월 코믹 가도(Comic Gardo) 웹사이트에서 연재를 시작했다. 하야부사 필름(Hayabusa Film)과 파시오네가 제작한 애니메이션 TV 시리즈가 2024년 10월 방송 예정이다.

## 구성
교실 전체가 그들을 영웅으로 선택한 신에 의해 다른 세계로 소환된다. 신은 학생들 각자가 원하는 특별한 기술을 선택하도록 허용했지만, 학생 중 한 명인 하루카는 외로운 학생이 선택 의식을 놓쳤고 신은 다른 학생들이 선택하지 않은 남은 기술을 모두 유지하도록 허용했다. 강력한 기술이 하나도 없음에도 불구하고 하루카는 자신의 여러 능력을 활용하여 저승에서 외롭고 편안한 삶을 살게 되지만, 반 친구들은 새로운 환경에 대처하기 어려워하고 그들 사이에 갈등을 겪게 된다.

## 같이 보기
- 수염을 깎다. 그리고 여고생을 줍다.